# Solomys
Genre
Solomys est un genre de rongeurs des Salomon de la sous-famille des Murinés.

## Liste des espèces
Ce genre comprend les espèces suivantes :
- Solomys ponceleti (Troughton, 1935)
- Solomys salamonis (Ramsay, 1883)
- Solomys salebrosus (Troughton, 1936)
- Solomys sapientis (Thomas, 1902)
- †Solomys spriggsarum (Flannery et Wickler, 1990)